# Formación Judith River
La Formación Judith River es una formación geológica fosilífera situada al norte de Montana, EE. UU., y es parte del Grupo Montana. Data del Cretácico superior, entre 79 a 75.3 millones de años antes del presente, correspondiéndose con la edad de vertebrados terrestres "Judithiense". Fue depositada durante el mismo periodo que algunas partes de la Formación Two Medicine de Montana y la Formación Oldman de Alberta.
Fue nombrada por la confluencia del río Judith con el río Misuri, en los trabajos de F.V. Hayden, 1871 y F.B. Meek, 1876. Se trata de una formación históricamente muy importante y ha sido explorada por los primeros paleontólogos estadounidenses como Edward Drinker Cope, que describió varios dinosaurios a partir de fragmentos y restos que encontró en su expedición de 1876, como por ejemplo el género Monoclonius. Más recientemente, se han encontrado esqueletos casi completos del hadrosáurido Brachylophosaurus.

## Litología
La Formación Judith River se compone de lutolitas, limolitas y areniscas. También se observan lechos con carbón, bentonitas y coquinas.

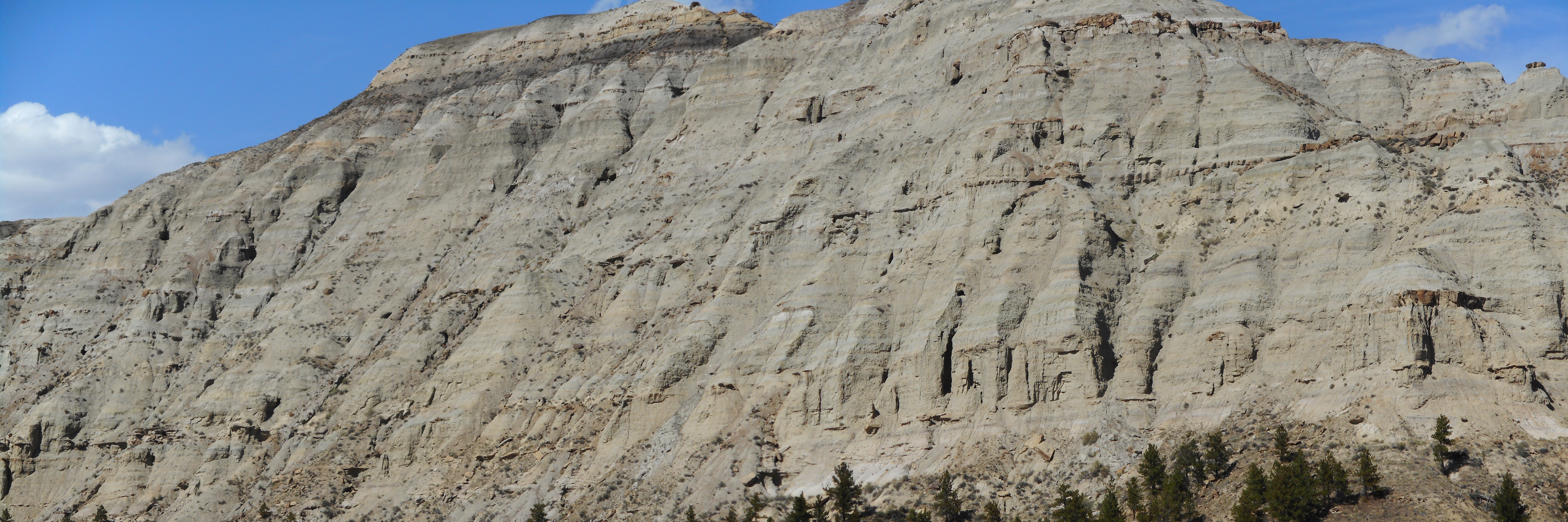
Formación Judith River, Monumento Nacional Upper Missouri Breaks

## Relación con otras unidades
La Formación Judith River se sobrepone armoniosamente con la Formación Claggett y la Formación Pakowki. Queda a su vez por debajo de la Formación Bearpaw. Es equivalente a la Formación Belly River al sur de las faldas de las Montañas Rocosas de Canadá, la Formación Lea Park en el centro de Alberta y la Formación Wapiti en las planicies del noroeste.

### Subdivisiones

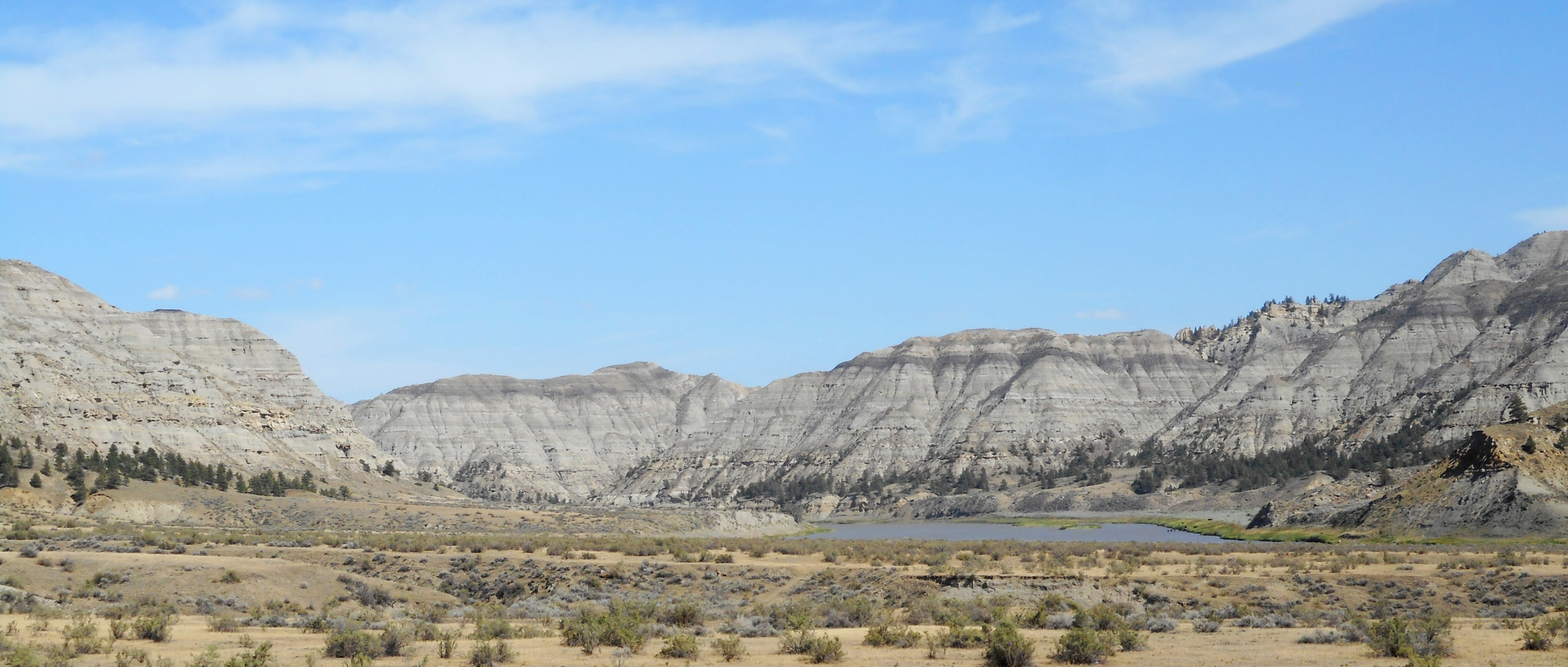
El río Misuri ha tallado las rocas a través de la Formación Judith River, Monumento Nacional Upper Missouri Breaks

La Formación Judith River se divide en cuatro miembros, el Miembro Parkman Sandstone, el Miembro McClelland Ferry, el Miembro Coal Ridge y el Miembro Woodhawk. Se cree que el Miembro McClelland Ferry (de entre 78.7 a 76.3 Ma) es equivalente a la Formación Oldman, mientras que el Miembro Coal Ridge (entre 76.3 a 75.3 Ma) es equivalente a la Formación Dinosaur Park.

## Fósiles

### Dinosaurios
Ornithischia
Ceratopsia
Ceratopsidae
Chasmosaurinae
- Judiceratops tigris
- Mercuriceratops gemini

Centrosaurinae
- Avaceratops lammersi
- Monoclonius crassus

Albertaceratopsini
- Albertaceratops nesmoi
- Lokiceratops rangiformis
- Medusaceratops lokii

Ornithopoda
Hadrosauridae
Saurolophinae
- Brachylophosaurus canadensis
- Probrachylophosaurus bergei

Lambeosaurinae
- Lambeosaurus paucidens